# Bruno Taut
Bruno Julius Florian Taut (Conisberga, 4 de maio de 1880 — Istambul, 24 de dezembro de 1938) foi um arquitecto e urbanista da República de Weimar.
Bruno Taut é mais conhecido fora da Alemanha por seu trabalho teórico, seus escritos especulativos e os vários prédios que projetou por ocasião de exposições - dos quais o mais conhecido é o pavilhão de vidro para a exposição da  Deutscher Werkbund, realizada em Colônia, 1914. Seus croquis para uma arquitetura alpina (1917) resultam do trabalho visionário nutrido por uma visão assumidamente utopista. Taut foi uma figura notável entre os arquitetos expressionistas e também entre os modernistas.
Depois de ter se formado em Berlim e ter trabalhado no estúdio de Theodor Fischer em Stuttgart, Bruno Taut abre seu próprio escritório em Berlim, 1910. Seu colega mais velho Hermann Muthesius lhe sugere uma viagem de estudos a Inglaterra para compreender a abordagem das cidades-jardins. Essa viagem causará um impacto durável sobre Taut. Muthesius o apresentou também a algumas figuras  importantes do Deutscher Werkbund, dentre as quais Walter Gropius. Bruno Taut tinha inclinações socialistas e, antes da Primeira Guerra Mundial, tais inclinações prejudicaram sua ascensão profissional.
Depois da guerra, Bruno Taut completou dois projetos de habitação em Magdeburgo, de 1912 a 1915, tendo sido diretamente influenciado por um funcionalismo humano e por soluções de urbanas derivadas das ideias das cidades-jardins. Ele trabalhou como urbanista da cidade de Magdeburgo de 1921 a 1923.

## Galeria

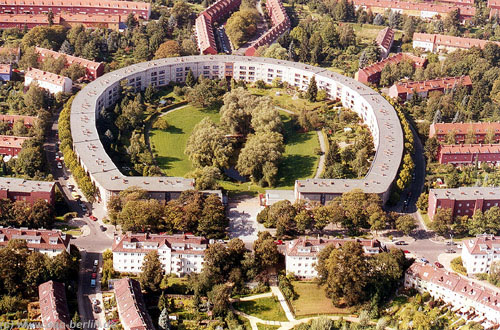
Hufeisensiedlung ("Ferradura"), 1925, Britz, Berlim
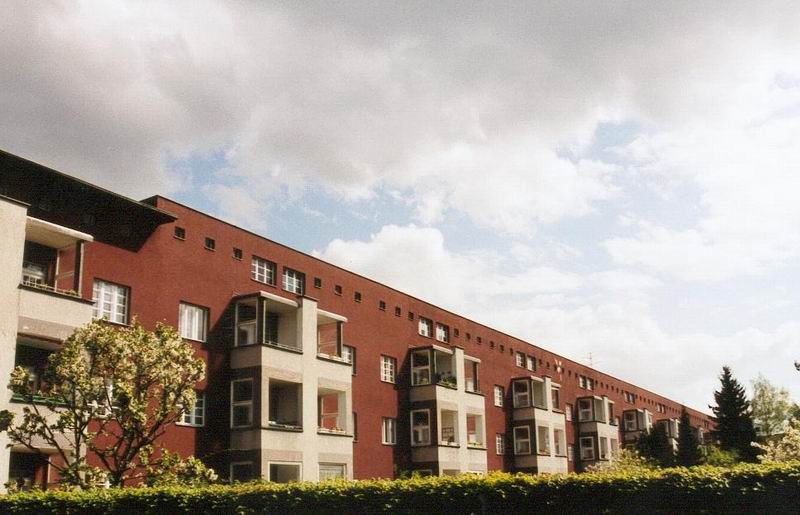
Edifício da Hufeisensiedlung.
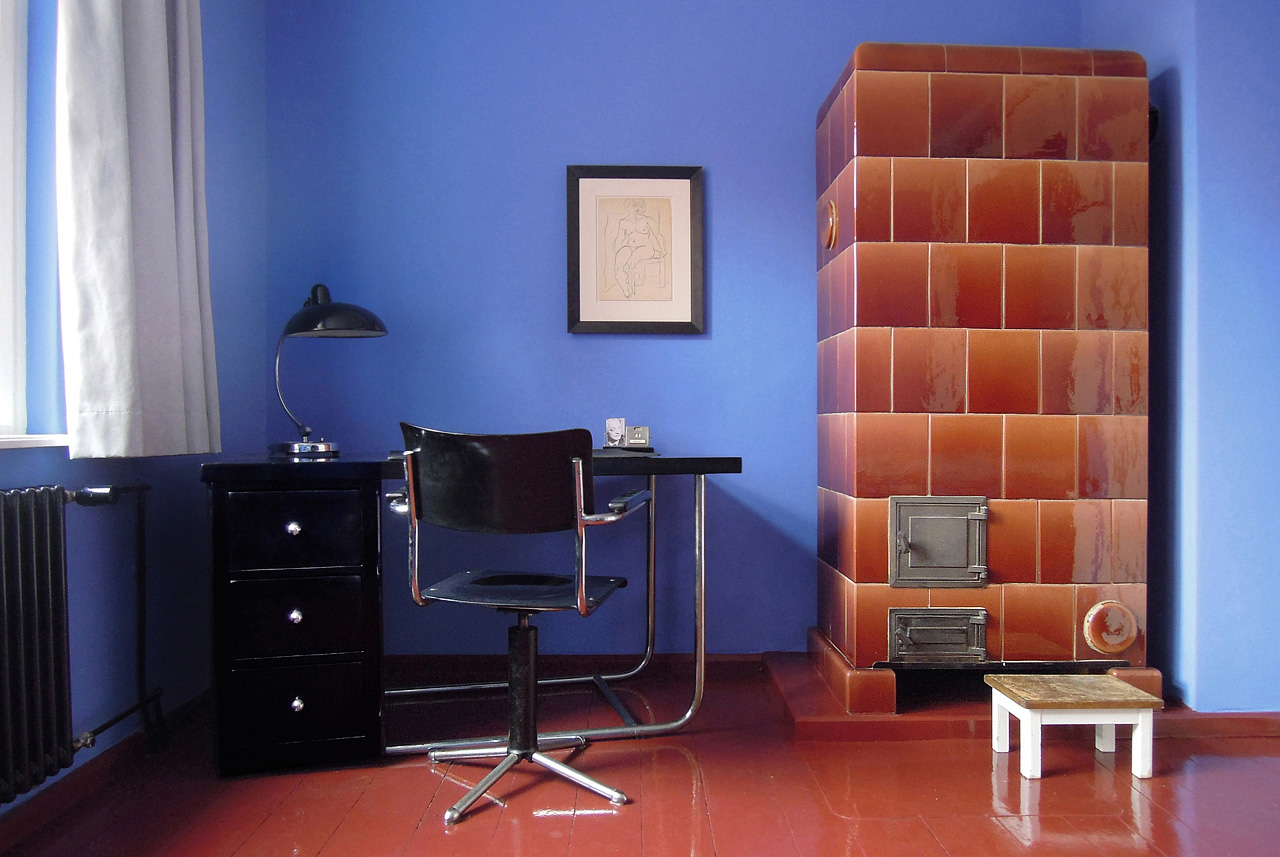
Interior da "Tautes Heim" (Hufeisensiedlung), com mobiliário dos anos 1920. , Britz, Berlim
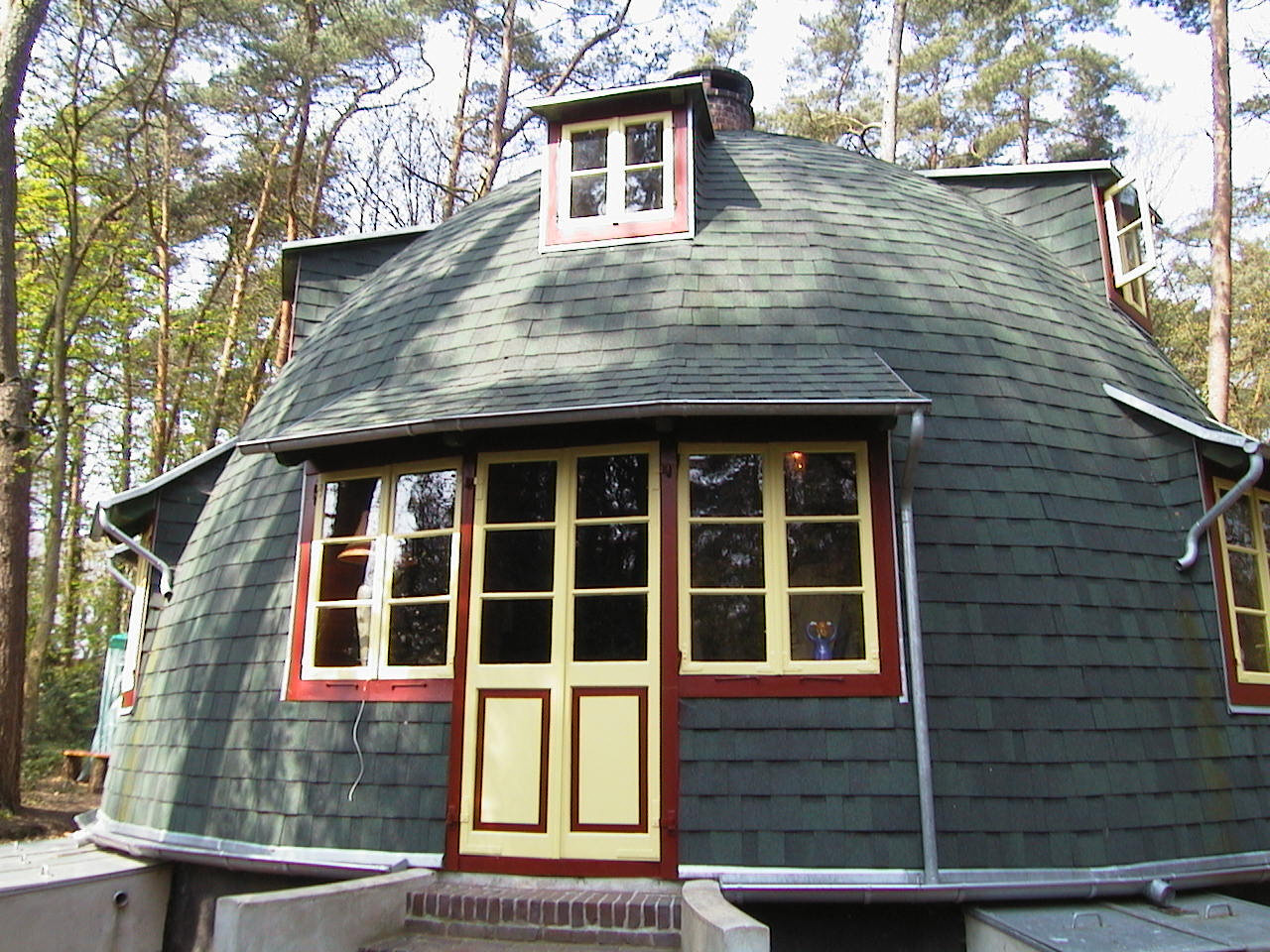
Worpsweder Käseglocke, Worpswede, 1926

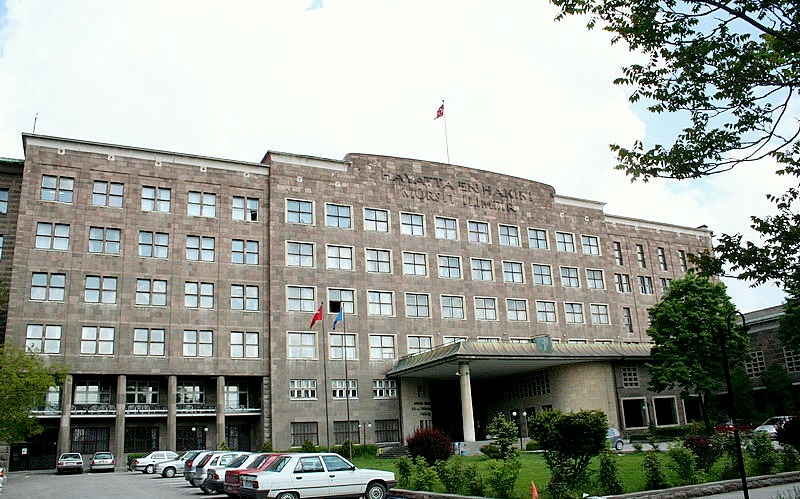
Faculdade de Letras, História e Geografia da Universidade de Ankara, Turquia.
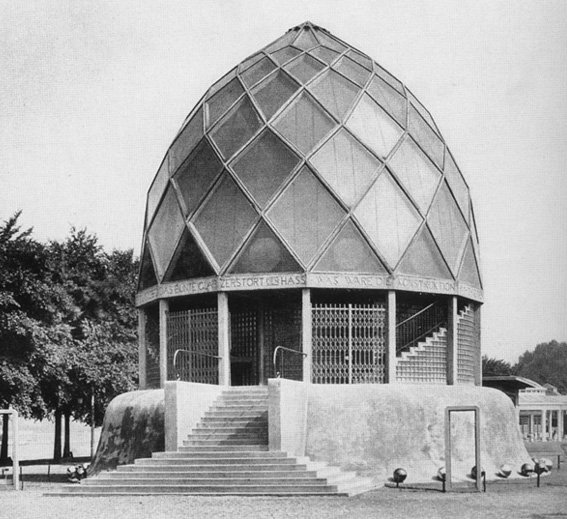
Pavilhão da Glashaus. Exposição da Deutscher Werkbund  (Federação Alemã do Trabalho), em Colônia (1914)
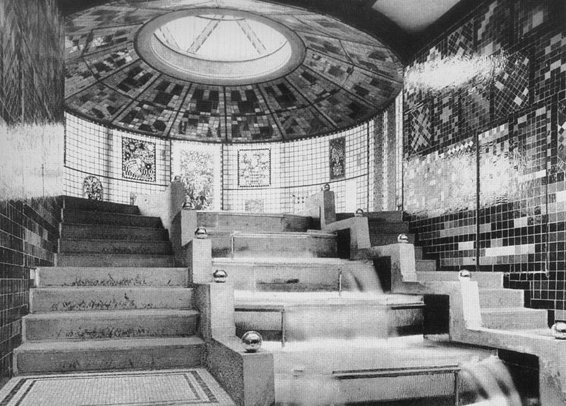
Interior da Glashaus
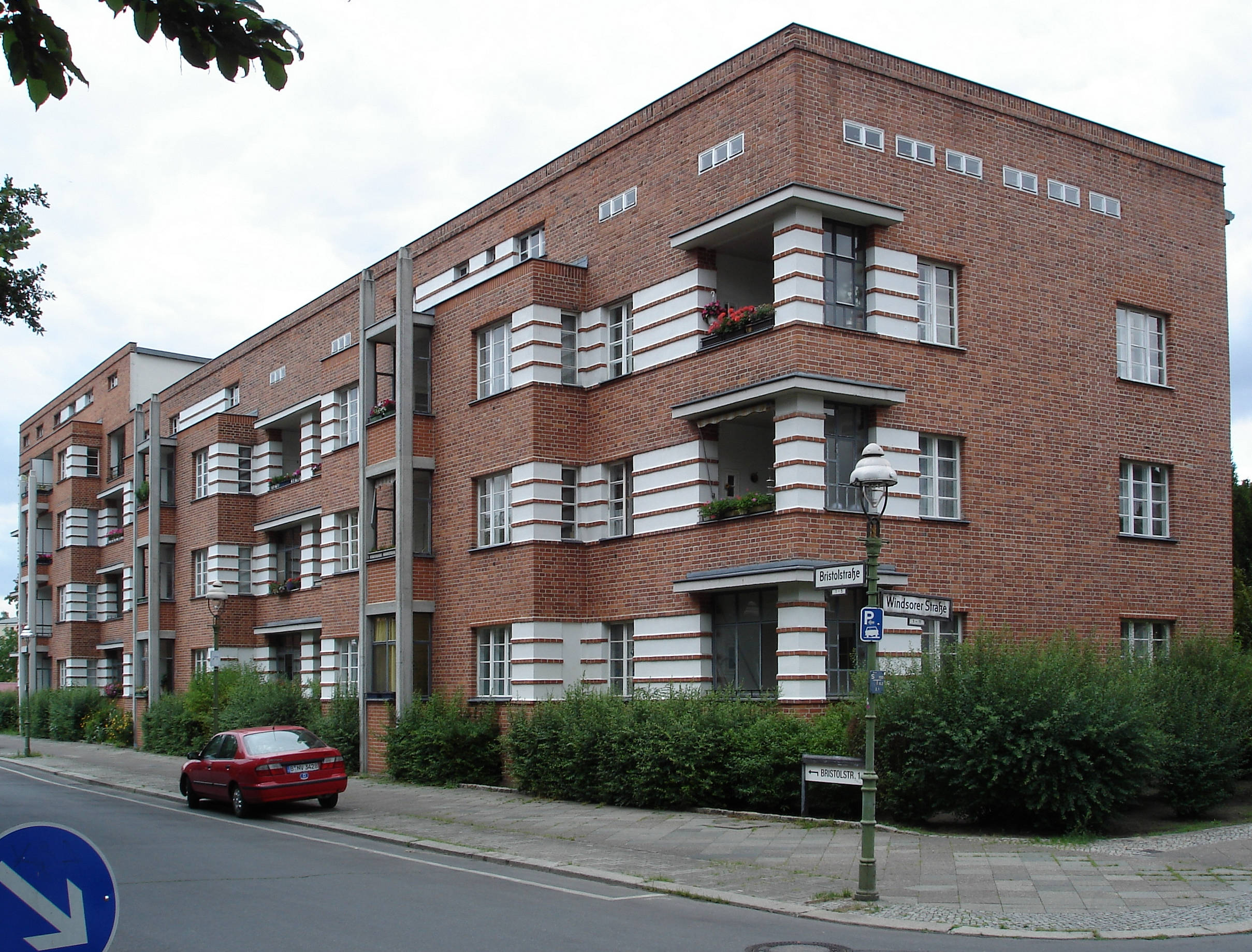
Conjunto habitacional Schillerpark, Wedding, Berlim